# Lars Richt
Lars Johan Richt, född 4 november 1954, är en svensk idrottsledare som var chef för samtliga svenska herr- och pojklandslag i fotboll, dock inte chef över landslagens förbundskaptener och assisterande förbundskaptener, mellan 2007 och 2018. Fram till 2007 var han chef för fotbollsenheten och hade hand om A-landslaget och tränar- och utbildningsfrågor vid Svenska Fotbollförbundet. När förbundet gjorde en större omorganisation tappade han tränar- och utbildningsfrågorna men fick istället utökad chefsansvar och det innefattade samtliga fotbollslandslag för herrar och pojkar. Den 27 oktober 2017 meddelade Svenska Fotbollförbundet att Richt kommer att avgå som landslagschef efter Världsmästerskapet i fotboll 2018 i Ryssland, den som efterträder är den före detta landslagsspelaren Stefan Pettersson.
I sina yngre år spelade han fotboll för Rimforsa IF, BK Derby, Sandvikens IF Fotboll och Stockholms Universitets Studenters IF.